# Arroyo Polanco
El arroyo Polanco es un curso de agua uruguayo ubicado en el departamento de Lavalleja, perteneciente a la cuenca hidrográfica de la laguna Merín.
Nace en la cuchilla Grande, desemboca en el arroyo Barriga Negra tras recorrer alrededor de 20 km.
- Datos: Q5479507